# أشران لبدي
أشران لبدي (الاسم العلمي:Cotyledon tomentosa)، نوع نباتات مُزهرة تتبع فصيلة المخلدية، موطنها الأصلي جنوب إفريقيا. هي شجيرة دائمة الخضرة عصارية، أوراقها خضراء كبيرة بيضاوية الشكل. تُعرف نويعاتها باسم مخلب الدب بسبب "الأسنان" البارزة عند أطراف أوراقها. وأزهارها برتقالية كبيرة على شكل جرس، تُزهر في الربيع. في موطنها الأصلي، منطقة ليتل كارو في جنوب إفريقيا، تنمو الأشران عادًة في حقول المرو الصخرية حيث تتمتع بتصريف ممتاز توفره التربة ذات المسامات الوافرة.